# The Party Scene
The Party Scene —en español: La escena de la fiesta— es el álbum debut de la banda estadounidense de pop punk All Time Low. Este se lanzó el 19 de julio de 2005 a través del sello independiente Emerald Moon Records, y no se produjeron más de 2000 copias del mismo. El álbum lo produjo Paul Leavitt y se grabó en los estudios Valencia Studios y Paul Leavitt's basement. The Party Scene tuvo dos sencillos, «Circles» y «The Girl's a Straight-Up Hustler». En cuanto a su recepción crítica, Drew Beringer de AbsolutePunk comentó: «Podrías pensar que una banda con cuatro [integrantes] de 17 años no serían capaces de escribir un álbum tan bueno como este. Pero All Time Low ha sorprendido a muchos, demostrando que tienen mucho talento a pesar de lo jóvenes que son». No obstante, lo llamó un álbum «lleno de grandes melodías pegadizas» y «energizantes ganchos de guitarra».

## Lista de canciones
| The Party Scene |                                      |          |  |
| N.º             | Título                               | Duración |  |
| 1.              | «Prelude»                            | 0:43     |  |
| 2.              | «The Party Scene»                    | 2:58     |  |
| 3.              | «Lullabies»                          | 3:58     |  |
| 4.              | «Hometown Heroes; National Nobodies» | 2:53     |  |
| 5.              | «Circles»                            | 3:20     |  |
| 6.              | «Interlude»                          | 1:50     |  |
| 7.              | «We Say Summer»                      | 3:06     |  |
| 8.              | «Break Out! Break Out!»              | 3:10     |  |
| 9.              | «Running from Lions»                 | 3:06     |  |
| 10.             | «Noel»                               | 4:10     |  |
| 11.             | «I Can't Do the One-Two Step»        | 4:02     |  |
| 12.             | «The Girl's a Straight-Up Hustler»   | 3:59     |  |
| 13.             | «Sticks, Stones and Techno»          | 2:23     |  |
| 40:32           |                                      |          |  |

## Créditos y personal
- Jack Barakat: guitarra.
- Rian Dawson: batería.
- Alex Gaskarth: voz principal, composición, guitarra rítmica, piano, sintetizador.
- Paul Leavitt: producción, piano, sintetizador, percusión.
- Zack Merrick: bajo, coro.
- Matt Parsons: voz en «The Girl's a Straight-Up Hustler».

Fuente: Discogs.